# Saint-Pée-sur-Nivelle
Saint-Pée-sur-Nivelle (in lingua basca: Senpere) è un comune francese di 5 685 abitanti situato nel dipartimento dei Pirenei Atlantici nella regione della Nuova Aquitania ed appartiene all'antica provincia basca del Labourd.
Il suo territorio è bagnato dal fiume Nivelle.

## Società

### Evoluzione demografica
Abitanti censiti